# SIG SG 550
De SG 550 is een aanvalsgeweer ontwikkeld en geproduceerd door het Zwitserse wapenbedrijf SIG Sauer AG, dat eind jaren 80 van de twintigste eeuw het zwaardere en langere Stgw 57- in het grotere 7,5×55mm Swiss (ook bekend als GP 11) kaliber gaan vervangen dat al sinds vlak na de 2e wereldoorlog in gebruik was. Van de SG 550 zijn een aantal iteraties uitgebracht, zoals de SG 551 (met kortere 16 inch loop in plaats van de langere 20,8 inch bij de SG 550) en de meer recente en modernere SG 711, welke voorzien is van moderne picatinny-rails voor de montage van onder meer richtkijkers en red-dots maar ook gebruik maakt van het zwaardere kaliber 7,62x51 NATO. De SG 550 is standaard voorzien van een klapkolf en ingebouwde tweepoot.
De SG 550 staat bekend als een kruising tussen de M16 en de AK, waarbij het de betrouwbaarheid van de AK zou hebben en de modernere eigenschappen van de M16. Elk onderdeel van de SG 550 is ambidexter, behalve de laadhendel. Bepaald licht is het geweer niet. Met 4,1 kg ongeladen is het zwaarder dan een de originele AR-15, die slechts 2,97 kg woog. Het grote gewichtsverschil zit vooral in de loop en gasafsluiter. Het voordeel van dit extra gewicht dat hoofdzakelijk aan de voorkant van het wapen zit, is dat de opslag en terugslag daardoor minder fel aanvoelt en vaak omschreven wordt als "zacht".
De afkorting SG (of zoals men in Zwitserland zegt: Stgw) staat voor Sturmgewehr, het Duitse woord voor aanvalsgeweer. Dit is echter de aanduiding voor de militaire versie. De civiele versie wordt aangeduid als PE 90. Het verschil tussen de SG 550 en de PE 90 is onder meer de twist-rate van de loop (respectievelijk 10" en 7" twist) en het ontbreken van de de full-auto en drieschots burst rate selector bij de PE 90. De PE 90 beschikt alleen over de semiautomatische enkelschots- en safe-selectie.
De SG 550 is gekamerd in het 5,56×45 NATO-kaliber. Zwitserland heeft hier echter weer een eigen variant op gemaakt die technisch vrijwel gelijk is aan de NATO-patroon, maar een iets zwaardere kruitlading en kogelkop heeft, die bij de GP 90-munitie 63 grain is in plaats van het gangbare en lichtere 55 grain. Het idee van de Zwitsers hierachter is dat de kogel (die relatief klein is en gevoeliger is voor factoren zoals wind) op langere afstand stabieler blijft.